# Фридрих Кристиан I Шлезвиг-Гольштейн-Зондербург-Августенбургский
Герцог Фридрих (Фредерик) Кристиан I Шлезвиг-Гольштейн-Зондербург-Августенбургский (швед. Frederick Christian I, полное имя Fredrik Kristian av Holstein-Augustenburg; 1721—1794) — датский военный и государственный деятель.

## Биография
Родился  6 апреля 1721 года в Августенборге в семье Кристиана Августа Шлезвиг-Гольштейн-Зондербург-Августенбургского и его жены Фредерики Луизы Даннескёльд-Самсое.
В 1754 году, после смерти отца, он унаследовал замки Августенборг и Гростен. Однако эти поместья были глубоко в долгах. Он отказался также от своих притязаний на герцогства Шлезвиг и Гольштейн, а взамен король Дании (который также был герцогом Шлезвиг и Гольштейн) предоставил ему выгодную компенсацию. Это позволило Фридриху Кристиану купить земли на острове Альс и полуострове Сандевед, что сделало его крупнейшим землевладельцем в Шлезвиге. Он также смог расширить Августенборгский дворец, свою семейную резиденцию.
Фридрих Кристиан служил генералом в датской армии. Был удостоен ряда наград, включая орден Слона.
Умер 13 ноября 1794 года в Августенборге.

## Семья
26 мая 1762 года Фридрих Кристиан женился на принцессе Шарлотте Амалии Шлезвиг-Гольштейн-Зондербург-Плёнской. У них было семеро детей:
- Луиза Кристина Каролина (1763—1764);
- Луиза Кристина Каролина (1764—1815);
- Фредерик Кристиан (1765—1814);
- Фредерик Карл Эмиль[норв.] (1767—1841);[5]
- Кристиан Август (1768—1810);
- София Амелия (1769—1769);
- Карл Вильгельм (1770—1771).